# Neostauropus taczanowskii
Neostauropus taczanowskii är en fjärilsart som beskrevs av Charles Oberthür 1879. Neostauropus taczanowskii ingår i släktet Neostauropus och familjen tandspinnare. Inga underarter finns listade i Catalogue of Life.